# Sant'Alena
Alena, o Elena, in francese Alène o Alèna, detta da Forest, di Dilbeek o di Bruxelles (Dilbeek, anni 620 – Forest, 17 giugno 640), è stata una nobildonna belga cristiana, martirizzata, secondo la leggenda, nel periodo dell'evangelizzazione del Belgio. È venerata come santa dalla Chiesa cattolica e dalla Chiesa ortodossa.

## Biografia
Le notizie sulla santa provengono da un'agiografia piuttosto fantasiosa redatta da un autore anonimo verso la fine del 1100.
Secondo la vita, sarebbe stata figlia di un capo pagano locale, Lewold, e di sua moglie Hildegarde; ella avrebbe deciso di battezzarsi di nascosto dai suoi genitori, partecipando segretamente anche alla Messa fornendo ai genitori varie scuse. Il padre, insospettito, avrebbe ordinato ai suoi uomini di seguirla e quindi, venuto a conoscenza della cosa, di arrestarla e di condurla davanti a lui: Alena tentò di resistere alla cattura e, strattonandola, uno dei soldati le avrebbe spezzato o addirittura strappato un braccio, ferita che l'avrebbe condotta alla morte il 17 giugno del 640. Il braccio sarebbe stato posto da un angelo davanti all'altare della chiesa dove Alena era solita recarsi; visto il miracolo e la forza della fede della figlia, anche i suoi genitori si sarebbero convertiti.

## Culto
Sul luogo della sua sepoltura, a Forest, nel 1105 sorse un monastero benedettino femminile; nel 1193 Godescalco, abate di Affligem, ottenne dal vescovo di Cambrai di riesumare il corpo di Alena e conservarlo in una cappella nel monastero, de facto canonizzandola. Successivamente, nel 1524 o nel 1582, le reliquie vennero poste in una teca d'argento. 
La santa è commemorata, sia dalla Chiesa cattolica che da quella ortodossa, il 18 giugno (alcune fonti cattoliche riportano invece come data il 24 giugno); è invocata contro il mal di denti e i problemi agli occhi, ed è patrona della città di Forest.